# Czeszinowo
Czeszinowo lub Češinovo (maced. Чешиново) – wieś we wschodniej Macedonii Północnej, w gminie Czeszinowo-Obleszewo, niedaleko miasta Koczani.